# Sindromul imunodeficienței la adulți
Sindromul imunodeficienței la adulți este un tip de imunodeficiență⁠(d). Acesta este legat de vulnerabilitatea la infecții diseminate provocate de agenți patogeni oportuniști. Persoanele cu această afecțiune au niveluri crescute de autoanticorpi⁠(d) anti-interferon-gamma. Aceste proteine specifice sistemului imunitar vizează în mod eronat țesuturile proprii ale individului. Este cel mai frecvent raportată în rândul asiaticilor de sud-est⁠(d) sănătoși anterior. Vârsta medie de apariție este între 30 și 50 de ani. Micobacteriile non-tuberculoase⁠(d), salmonela non-tifoidă, citomegalovirusul, Penicillium marneffei⁠(d) și virusul varicelo-zosterian⁠(d) sunt unii dintre agenții patogeni care pot provoca infecții la pacienții cu această boală. Simptomele variază în funcție de infecția (infecțiile) prezente la fiecare individ.
Nu se cunosc cauzele apariției autoanticorpilor anti-interferon-gamma, însă se crede că factorii genetică sunt implicați. O serie de studii indică o legătură cu genele HLA⁠(d) specifice. Aceste gene ajută sistemul imunitar să distingă între proteinele produse de organism și cele produse de amenințări externe. Unii au propus că o infecție poate iniția mai întâi formarea de autoanticorpi și că infecțiile ulterioare cresc activitatea acestora.
În prezent, nu există niciun medicament standard pentru sindromul de imunodeficiență la adulți, iar tratamentul depinde de infecția (infecțiile) prezentă(e). Terapia cu antibiotice pe termen lung și Rituximab⁠(d) au fost utilizate pentru gestionarea sindromului de imunodeficiență la adulți. Pot fi necesare tratamente multiple în același timp.

## Semne și simptome
Cel puțin un medic asociază simptomele cu tuberculoză. Sunt raportate unele infecții copleșitoare letale, agravând persoanele care suferă deja de alte afecțiuni, cum ar fi HIV/SIDA. Manifestările clinice pot implica simptome similare cu psoriazisul pustulos generalizat.

## Cauza
Se cunosc puține lucruri despre factorii de bază care cauzează boala. Factorii genetici sunt suspectați, dar boala nu pare să fie ereditară. O genă specifică presupusă a fi implicată în tulburare este SERPINA1. De asemenea, ceva din mediu poate declanșa boala.

## Mecanism
O concentrație crescută de autoanticorpi care blochează Interferon-gamma⁠(d) a fost detectată la majoritatea pacienților.

## Societate și cultură
Site-ul swash.com folosește SIDA 2.0 ca poreclă pentru o altă boală asemănătoare SIDA, aparent foarte contagioasă, descrisă de The Epoch Times.
The Daily Beast⁠(d) a descris cu emfază această boală ca nefiind SIDA 2.0.